# Dudu Georgescu
Dudu Georgescu (Bucarest, 1º settembre 1950) è un allenatore di calcio ed ex calciatore rumeno, di ruolo attaccante.

## Carriera
Dudu Georgescu ha iniziato l'attività calcistica nella Progresul Bucarest, ma si è consacrato e fatto conoscere nella Dinamo Bucarest, dove ha giocato nel periodo 1973-1983.
Con la Dinamo Bucarest, ha vinto 4 campionati rumeni tra il 1975 e il 1978. Dudu Georgescu ha disputato 370 partite nella Divizia A, segnando 252 gol, record nazionale in percentuale alle presenze.
L'apogeo della sua carriera è arrivato con la vittoria di due Scarpe d'oro, una nel 1975 con 33 gol e l'altra nel 1977 con 47 gol.
Ha militato nella Nazionale rumena, segnando 21 gol in 44 partite.

## Palmarès

### Giocatore

#### Club
- Campionato rumeno: 4

Dinamo Bucarest: 1974-1975, 1976-1977, 1981-1982, 1982-1983
- Coppa di Romania: 1

Dinamo Bucarest: 1981-1982

#### Individuale
- Capocannoniere della Divizia A: 4

1974-1975, 1975-1976, 1976-1977, 1977-1978
- Scarpa d'oro: 2

1975, 1977
- Calciatore rumeno dell'anno: 1

1976